# 長索
長索（英語：Cheung Sok），位於香港大嶼山東北部，是一座無人居住的連島沙洲，香港行政區劃上屬於荃灣區，潮退時有沙洲與對岸的陰澳鹿頸村相連。其西北方有一燈塔，編號107。島上部分位置可以清晰望到屯門公路轉車站(往屯門方向)及青山公路-新大欖段的行車天橋。

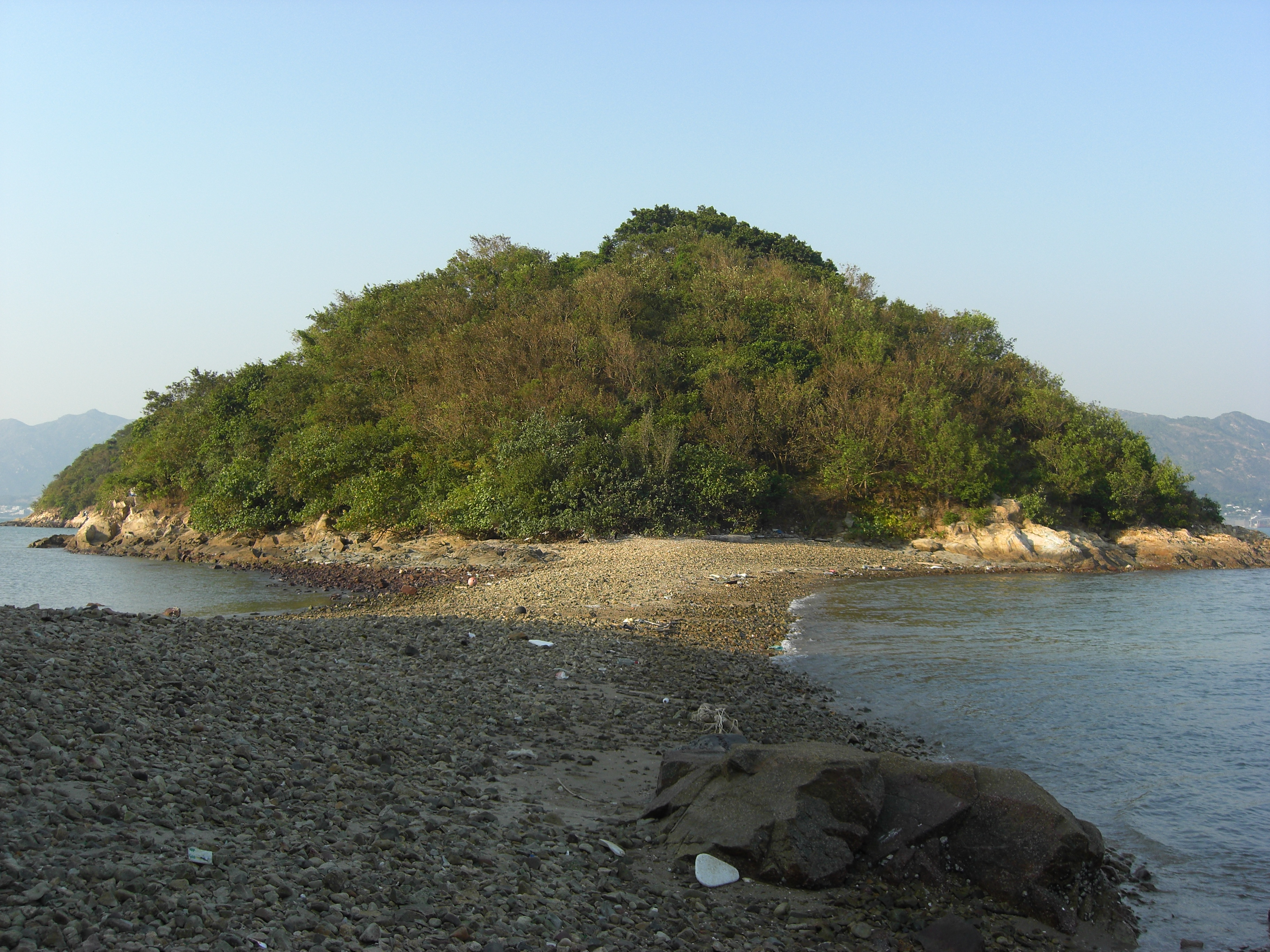
陰澳與長索之間的沙洲

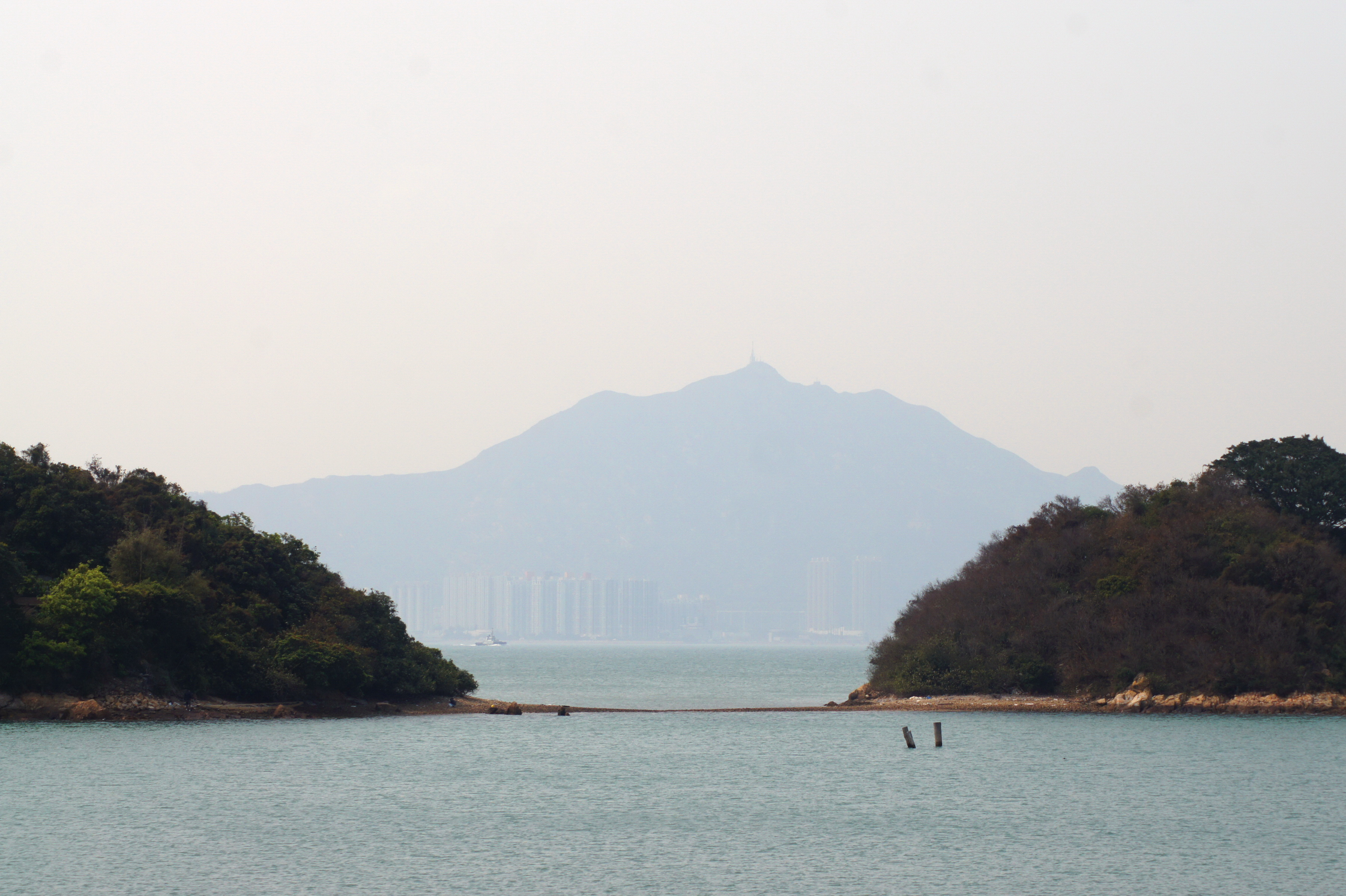
陰澳灣北面的半島（左）與長索（右）之間的沙洲，後方為青山。

2022年6月2日，有一女在此不慎墮海，男友人下水希望拯救，唯水流湍急，雙雙不治。